# Phil Taylor (giocatore di football americano)
Phillip Eugene Taylor, detto Phil (Clinton, 7 aprile 1988), è un giocatore di football americano statunitense che gioca nel ruolo di defensive tackle per i Washington Redskins della National Football League (NFL). Fu scelto come 21º assoluto dai Browns nel Draft NFL 2011 dai Cleveland Browns. Al college ha giocato a football a Baylor.

## Carriera professionistica

### Cleveland Browns
Taylor fu scelto dai Cleveland Browns come 21º assoluto nel Draft 2011. Durante la sua stagione da rookie, Taylor giocò come titolare tutte le 16 partite della stagione regolare terminando con 59 tackle, 4 sack ed un fumble forzato. Taylor ebbe un'ottima prima stagione, superando nelle cifre giocatori del suo stesso ruolo scelti più in alto nello stesso draft come Nick Fairley e Corey Liuget. Fu selezionato per far parte dell'All-Rookie team del 2011, insieme al compagno Jabaal Sheard.
Nella seconda stagione, Taylor disputò solamente otto partite, scendendo a 14 tackle e un sack. Nel 2013 tornò stabilmente titolare disputando 15 partite con 26 tackle e 2 sack. Il 14 novembre 2014, fu annunciato che Taylor sarebbe stato inserito in lista infortunati, perdendo tutto il resto dell'annata, che concluse con cinque sole presenze. Il 1º settembre 2015 fu svincolato.

## Palmarès
- PFWA All-Rookie Team - 2011

## Statistiche
| Partite totali      | 44  |
| Partite da titolare | 42  |
| Tackle              | 109 |
| Sack                | 7,0 |
| Intercetti          | 0   |
| Fumble forzati      | 1   |

Statistiche aggiornate alla stagione 2014